# استفانی برد
استفانی برد (به انگلیسی: Stephanie Beard) (زاده ۲۷ اوت ۱۹۸۱) بازیگر کانادایی است.
از فیلم‌های معروف او می‌توان به بازی در فیلم مایک و دیو همراه عروسی می خواهند اشاره کرد.